# Pat Metheny Group
Pat Metheny Group är ett amerikanskt jazzband grundat år 1977. Gruppen bestod av Pat Metheny, Lyle Mays och Steve Rodby. Paul Wertico var medlem i gruppen under 18 år mellan 1983 och 2001 men valde senare att tillbringa mer av sin tid med familjen.
Gruppen besökte Sverige 2002 och 2005. 

## Medlemmar
Nuvarande medlemmar
- Pat Metheny – gitarr (1977–idag)
- Antonio Sánchez – trummor, slagverk (2002–idag)
- Chris Potter – saxofon (2014–idag)
- Ben Williams – bas, (2014–idag)
- Giulio Carmassi – div. instrument (2014–idag)

Tidigare medlemmar
- Lyle Mays – piano, synthesizer (1977–2010)
- Steve Rodby – bas (1980–2010)
- Mark Egan – bas (1977–1980)
- Danny Gottlieb – trummor (1977–1982)
- Naná Vasconcelos – sång, slagverk (1981–1982, 1986)
- Pedro Aznar – sång, slagverk, bas, gitarr, saxofon (1983–1985, 1989–1992)
- Paul Wertico – trummor (1983–2001)
- David Blamires – sång, div. instrument (1986–1988, 1992–1997)
- Mark Ledford – sång, div. instrument (1987–1988, 1992–1998)
- Armando Marçal – slagverk (1986–1996)
- Jeff Haynes – sång, div. instrument (1997–1998)
- Phillip Hamilton – sång, div. instrument (1997–1998)
- Richard Bona – sång, slagverk, bas, gitarr (2002–2005)
- Cuong Vu – trumpet, sång, slagverk, gitarr (2002–2005)
- Grégoire Maret – sång, munspel, slagverk (2005)
- Nando Lauria – sång, div. instrument (1988, 2005)
- Faith Hendricksen – sång, synclavier (1986–ca 1999)

## Diskografi
Studioalbum
- 1978 – Pat Metheny Group
- 1979 – American Garage
- 1982 – Offramp
- 1984 – First Circle
- 1987 – Still Life (Talking)
- 1989 – Letter from Home
- 1995 – We Live Here
- 1996 – Quartet
- 1997 – Imaginary Day
- 2002 – Speaking of Now
- 2005 – The Way Up

Livealbum
- 1983 – Travels
- 1993 – The Road to You

Soundtrack
- 1985 – The Falcon and the Snowman